# L'Algérie des chimères
L'Algérie des chimères est une mini-série historique française en trois épisodes d'une durée totale de 4 h 20, qui a été réalisée par François Luciani, diffusée sur Arte en 2001 et éditée aux formats vidéo la même année.
Elle est l'adaptation du roman du même nom de Henri de Turenne et Robert Soulé, tous deux grands reporters durant la guerre d'Algérie (1954-1962), qui a été publié en France en 2000. Les principaux acteurs sont Aladin Reibel et Olivier Sitruk avec la participation de François Cluzet et Vahina Giocante.

## Synopsis

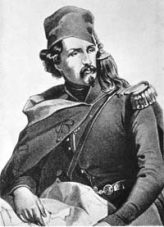
Le rôle du général Lamoricière (1806-1865) est interprété par François-Régis Marchasson.

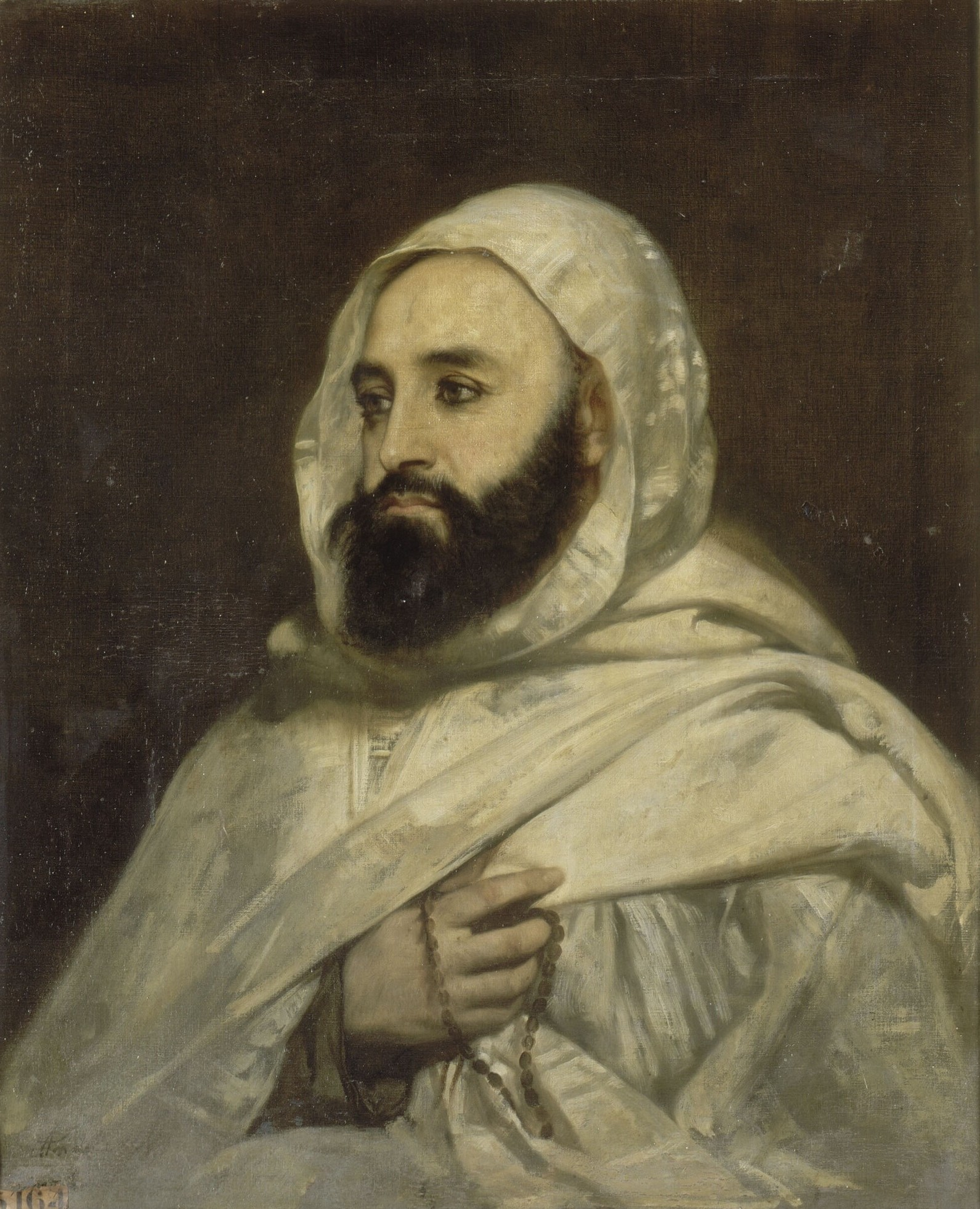
Le rôle de l'émir Abd el-Kader (1808-1883) est interprété par Ahmed Sagui.

L'Algérie des chimères est une saga historique, teintée de romantisme, se situant à mi-chemin entre le roman à clef et la docufiction. Elle narre la vie de deux héros avec pour trame de fond la conquête de l'Algérie et sa colonisation, au nom de la France, depuis 1837 (peu avant le traité de Tafna) jusqu'au décret Crémieux de 1870. Il s'agit du deuxième projet français de ce type, après le feuilleton télévisé adapté du roman de Jules Roy, Les Chevaux du soleil, qui a été diffusé dans les années 1980.
L'intrigue débute en 1871, à Paris, avec l'entrée en scène de Camille Bruyère (Quentin Ogier), journaliste à L'Illustration, venu solliciter une entrevue avec Odilon Hubert (Aladin Reibel), premier député d'Alger. Ce dernier entame alors une longue narration mise en scène sous la forme d'un flashback qui débute avec son arrivée en Oranie en 1837, en compagnie d'Hélie Toussaint (Olivier Sitruk), et qui s'achève à Alger en 1870. Un bref retour en arrière jusqu'en 1836, à Paris, est aussi effectué. Hubert commence son long récit par ces paroles :
« C'est une histoire de violence et de sang, à la Shakespeare. […] Il s'agit d'un autre pays, jeune homme, d'un autre monde, d'une autre terre où tout est exagéré. […] Il s'agit d'autres religions, d'autres peuples. Il s'agit des Arabes, ces musulmans, ces guerriers fanatiques qui n'aiment que les chevaux et les armes. Et comment voulez-vous expliquer à vos lecteurs cette nouvelle race de colons français ? Ce mélange fabuleusement exotique fabriqué avec des Corses, des Rouerguats, des Ariégeois, des Espagnols, des Juifs, des Maltais... »
La série est tournée en France et au Maroc (l'Algérie étant à l'époque plongée dans la guerre civile) et mêle personnes et faits historiques à des personnages et intrigues romanesques. Ainsi, de nombreuses personnalités militaires de l'époque sont présentes, telles que les généraux Bugeaud, Lamoricière, Fleury, Youssouf, Randon, Pélissier et également le duc d'Aumale, l'empereur Napoléon III, l'émir Abd el-Kader et le marabout Sidi Yacoub. Des célébrités civiles de la confrérie saint-simonienne sont présentes, telles que le Père Enfantin, Ferdinand de Lesseps, les frères Pereire ou encore Paulin Talabot. Il est aussi question du comte de Saint-Simon, du roi Louis-Philippe Ier, de l'illusionniste Robert-Houdin, d'Adolphe Crémieux, de Maximilien d'Autriche, de Léon Gambetta et de Giuseppe Garibaldi.
De grands événements historiques sont présentés ou évoqués à l'écran, entre autres, la création des bureaux arabes en 1833, l'épidémie de choléra de 1834, le passage des Portes de Fer en 1839, la bataille du col de Mouzaïa en 1840, le massacre des colons de la Mitidja par les Hadjoutes en 1842, la carte minéralogique de l'Algérie par le saint-simonien Henri Fournel en 1842, la prise de la smala d'Abd el-Kader en 1843, la bataille d’Isly en 1844, la bataille de Sidi-Brahim en 1845, la soumission d'Abd el-Kader en 1847, la déportation en Algérie des révolutionnaires de 1848, l'abolition de l'esclavage en 1848, la campagne d'Italie de 1859, l'invitation de grands chefs arabes aux fêtes du château de Compiègne en 1861, l'inauguration de la ligne de chemin de fer Alger-Blida en 1862, l'intervention française au Mexique en 1864, la visite officielle de l'empereur en Algérie en 1865, la grande famine de 1867 et la proclamation de la Troisième République en 1870. Il est également fait allusion à la campagne de France de 1814 avec l'entrée des cosaques dans Paris.
Les scènes se déroulent en différents lieux, intérieurs comme extérieurs, mais principalement à Aïn Témouchent, Oran, Alger, Paris, Mascara, le désert du Sahara et la plaine de la Mitidja. Les différentes communautés sont présentes en costumes d'époque, noblesse et bourgeoisie parisienne, militaires français (chasseurs d'Afrique, zouaves, spahis), colons européens, cavaliers d'Abd el-Kader, tribu des Zouetna, tribu des Hadjoutes, tribu des Béni-Snassen, tribu des Ouled Naïls, Arabes, Kabyles, noirs et Juifs d'Algérie.
De fait, au fil des chapitres, Odilon Hubert et Hélie Toussaint, qui au départ partageaient une cause commune reposant sur les préceptes saint-simoniens et visant à marier l'Orient et l'Occident par l'entremise du progrès (les chimères du titre), vont vivre des expériences radicalement différentes et vont finalement s'opposer. Suivant le mythe fondateur des frères ennemis, l'un devient partisan de l'Algérie française tandis que l'autre devient celui de l'Algérie algérienne. Finalement, les aspirations d'Odilon Hubert triomphent et, magnanime, il offre un sauf-conduit à son adversaire vaincu et pourchassé.

## Roman à clef

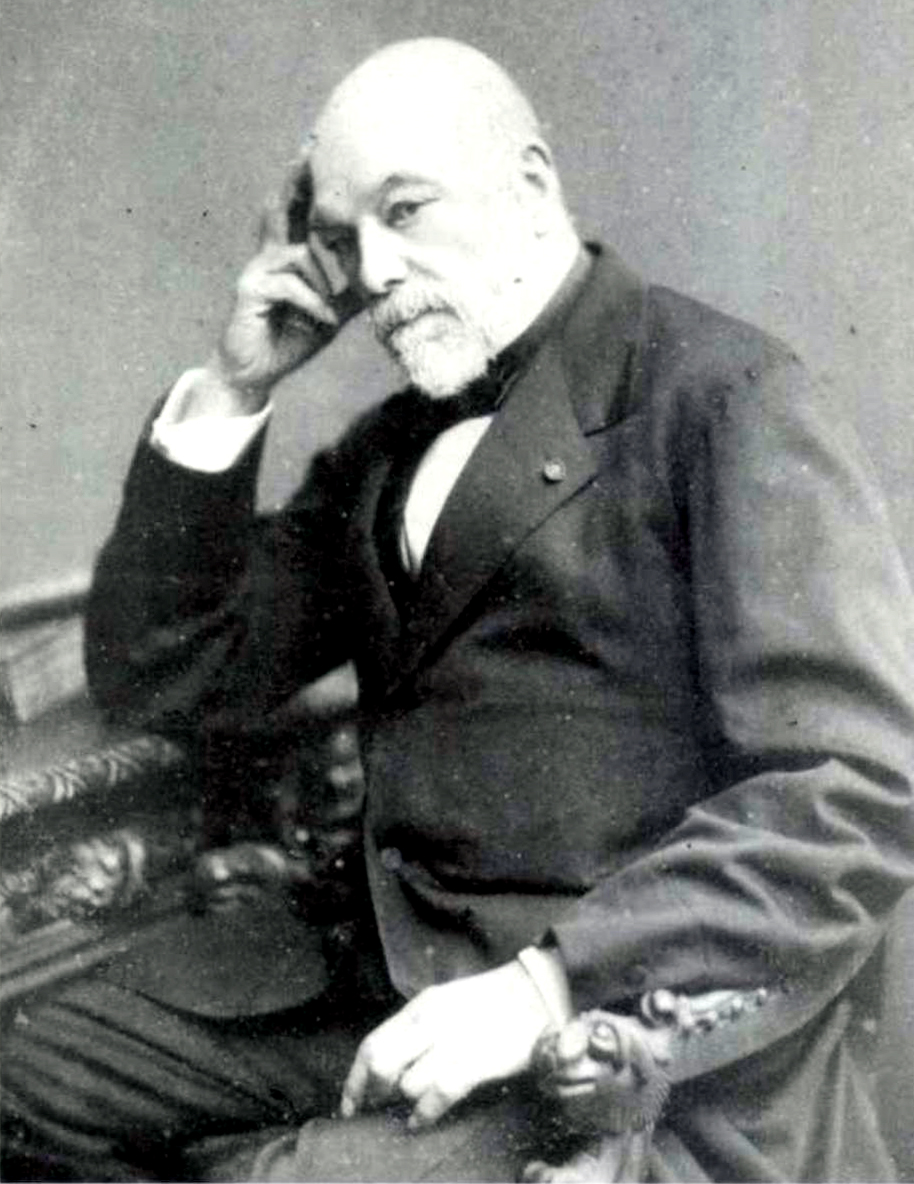
Comme dans un roman à clef, les deux héros de L'Algérie des chimères sont basés sur des personnes historiques. Hélie Toussaint est inspiré d'Ismaÿl Urbain (1812-1884), tandis qu'Odilon Hubert est inspiré d'Auguste Hubert Warnier (1810-1875).

Les deux principaux personnages sont deux officiers saint-simoniens, âgés d'une vingtaine d'années, qui au début de la saga sont d'inséparables amis puis deviennent progressivement d'inconciliables adversaires politiques. Le fait qu'il s'agisse d'un roman à clef est plus explicite dans la quatrième de couverture de l'ouvrage qui contient une succincte biographie des deux héros. Celle-ci est absente dans la version vidéo mais des indices permettent néanmoins d'identifier les personnes réelles sur lesquelles sont basées les personnages centraux. 
Le premier, Odilon Hubert, un « orphelin d'un colonel de la Grande Armée, est médecin ». Il est inspiré par Auguste Hubert Warnier (tous deux sont premiers députés d'Alger) et interprété par Aladin Reibel.
Le second, Hélie Toussaint, le « fils non désiré d'un planteur des Antilles et d'une esclave noire, est interprète ». Il est inspiré par Ismaÿl Urbain (le fils aîné de Hélie Toussaint est prénommé Ismayl) et interprété par Olivier Sitruk.
Tous deux saint-simoniens, Ismayl Urbain (1812-1884) et Auguste Hubert Warnier (1810-1875) se sont effectivement côtoyés et opposés dans la réalité. Le premier inspire le Sénatus-consulte du 14 juillet 1865 « sur l'état des personnes et la naturalisation en Algérie » et termine sa vie à Alger en 1884, tandis que le second inspire la Loi du 26 juillet 1873 « relative à l'établissement et à la conservation de la propriété en Algérie », dite Loi Warnier, et finit son existence à Versailles en 1875.

## Épisodes

### I.Médecin de l’Émir[4]
Résumé
Outre le prologue se déroulant à Paris en 1871, et le flashback à Ménilmontant en 1836, le premier épisode couvre la période du règne de Louis-Philippe Ier de l'année 1837 aux prémices de la révolution de 1848.
En 1837, à la suite du traité de Tafna, le médecin-major polytechnicien et saint-simonien Odilon Hubert (Aladin Reibel), arrivé quelques mois auparavant à Oran, est nommé auprès de l'émir Abd el-Kader (Ahmed Sagui) par le colonel Lamoricière (François-Régis Marchasson). Abd el-Kader a négocié avec le général Bugeaud (Jean-Pierre Bagot) l'envoi d'un médecin pour soigner sa mère Zhora (Fatima Cheguer) qui est gravement malade.
Chapitrage
1. Paris, 1871
2. Oranie, 1837
3. Les Saints Simoniens
4. Odilon Hubert & Hélie Toussaint
5. Dans la smala d'Abd-el-Kader
6. Naouel
7. À Oran
8. La prise de la smala

Durée
- 92 minutes

Distribution
| - Aladin Reibel : Odilon Hubert - Olivier Sitruk : Hélie Toussaint - Marion Beulque alias Marion Valantine : Leïla - Nozha Khouadra : Bahia - Lilah Dadi : Hadj Hamou - Saïda Jawad : Naouel (18 ans) - François-Régis Marchasson : colonel Lamoricière - Jean-Pierre Bagot : général Bugeaud - Mahmoud Ousfour : Yaouled (1) - Nicolas Vaude : Fleury | - Alexis Loret : duc d'Aumale - Ahmed Sagui : Abd el-Kader - Jacky Nercessian : Si Kadour - François Cluzet : Père Enfantin - Guilaine Londez : Sœur Filomena - Stéfan Elbaum : Jean-Baptiste Frémond - Julien Arrufat : lieutenant - Jérémie Covillault : premier soldat - Alexandre Le Provost : deuxième soldat - Atawi : Arabe prisonnier | - Laurent Grenaud : sentinelle zouave - Latifa Ahrar : mère maquerelle - Mohamed Majd : Oncle Oulema - Mohamed Tsouli : deuxième oncle Bahia - Mohamed El Hour : Ahmed serviteur - Fatima Cheguer : mère d'Abd el-Kader - Khadija Abouariss : gouvernante Hadj Hamou - Mohamed Kafi : premier prisonnier tribu - Sanae Laaouani : petite fille tribu - Vincent Bercholz : aumônier mariage | - Alain Blachere : vétéran mariage - Luc Villeneuve : le marié - Jean-Claude Bois : colonel mariage - Quentin Ogier : journaliste - Non crédité : Aïssa (enfant) - Non crédité : Ferdinand de Lesseps - Non crédités : les frères Pereire - Non crédité : colonel Youssouff - Non créditée : mère Odilon Hubert |

### II.La Fiancée de la mort
Résumé
Outre le résumé du précédent, le second épisode débute après la révolution de 1848 à Oran, ainsi que le coup d'État du 2 décembre 1851 à Paris et couvre le règne de Napoléon III depuis 1852 jusqu'à la demande d'aman de Hadj Hamou (Lilah Dadi), ancien lieutenant d'Abd el-Kader et le successeur à la tête de son ex-khalifat, au général Randon (Christian Bouillette) en 1853.
Officier républicain et « pro-Arabe », Odilon Hubert a été chassé de l'armée à la suite du renversement de la Deuxième République et à la prise de pouvoir par Louis-Napoléon Bonaparte en décembre 1851. L'ancien médecin militaire, âgé maintenant de 37 ans, se reconvertit comme colon dans la plaine de la Mitidja, un ancien marécage, surnommée par les Arabes « la fiancée de la mort » en raison de son caractère inhospitalier et périlleux. Il vit dans la « ferme Hubert » avec sa femme Leïla (34 ans) et leurs deux enfants Émile (12 ans) et Jeanne (11 ans).
Chapitrage
1. Résumé du 1er épisode
2. La ferme d'Odilon
3. À Paris
4. Les colons
5. Aïssa & Hadj Hamou
6. Les Hadjoutes
7. Hélie contre les arabophobes
8. La vie sauve pour Odilon
9. Les frères ennemis

Durée
- 76 minutes

Distribution
| - Aladin Reibel : Odilon Hubert - Olivier Sitruk : Hélie Toussaint - Marion Beulque alias Marion Valantine : Leïla - Nozha Khouadra : Bahia - Lilah Dadi : Hadj Hamou - Saïda Jawad : Naouel (18 ans) - Julien Cafaro : Roucariès - Ayoube Nesrate : Aïssa (11 ans) - Abdessamad Meftahelkhair : Yaouled (2) - Lilly-Fleur Pointeaux : Jeanne (11 ans) | - Pierre-Augustin Crenn : Émile (12 ans) - Nicolas Vaude : Fleury - Christian Bouillette : Randon - Yann Babilée : Ludovic Charmasson - Denis Sebbah : Benjamin Bensoussan - Laurent Philibert : capitaine Audran - Philippe Faure : Paulin Talabot - Alexis Desseaux : Maxime Talabot - My Alaoui Abdelkader Taleb : Chérif célibataire - Ichrak Berraoui : Djamila (ou Djemila, 16 ans) | - Mustapha Ziraoui : Mohamed Ben Salah - Saïd Bey : Hassan, lieutenant Ben Salah - Mohamed Nesrate : caïd des Beni Slassen - Rafik Boubker : Saïd, ouvrier - Ahmed Saari : Kader, ouvrier Odilon - Olivier Bourdon : patron de café Alger - Yasmine Khetib : femme ouvrier (1) Odilon - Fatiha Ouatili : femme ouvrier (2) Odilon - Gérard Dessalles : Albert Dumont - Ben Aïssa El Jirari : Sidi Yacoub | - Mohamed Chatouane : fellah berger - Mouna Bel Ghali : femme fellah - Non créditée : Ana Delorme (6 ans) - Non crédité : Jérémie Delorme (8 ans) - Non crédité : Antoine Delorme - Non créditée : Marie Delorme - Non crédité : gardien Delorme |

### III. « Le Royaume arabe »
Résumé
Outre le résumé des deux précédents, le troisième épisode débute en 1860 à Mascara, et couvre la fin du règne de Napoléon III jusqu'à la chute du Second Empire, la proclamation de la Troisième République et l'adoption du décret Crémieux en 1870. Il se termine avec un épilogue à Paris en 1871.
L'officier interprète Hélie Toussaint (Olivier Sitruk), confrère saint-simonien d'Odilon Hubert, un arabophile converti à l'islam, est par ailleurs devenu un courtisan influent de Napoléon III. Il tente de persuader l'empereur de faire de l'Algérie, territoire militaire, un royaume arabe vassal de la France, sur le modèle britannique du dominion, et, ce faisant, Toussaint s'attire les foudres du gouverneur général de l'Algérie, de l'armée d'occupation, des colons européens et des israélites qui, eux, aspirent à faire de l'Algérie une province française.
Chapitrage
1. Résumé des 1er & 2e épisodes
2. Aïssa & Jeanne
3. Le Royaume Arabe
4. La voix du colon
5. Hélie contre les colons
6. Les émeutes à Alger
7. La mort de Naouel
8. L'Algérie française

Durée
- 92 minutes

Distribution
| - Aladin Reibel : Odilon Hubert - Olivier Sitruk : Hélie Toussaint - Marion Beulque alias Marion Valantine : Leïla - Nozha Khouadra : Bahia - Lilah Dadi : Hadj Hamou - Zakariya Gouram : Aïssa (20 ans) - Vahina Giocante : Jeanne (20 ans) - Julien Cafaro : Roucariès - Amel Djemel : Naouel (30 ans) - Nicolas Vaude : Fleury | - Jacky Nercessian : Si Kadour - Abdessamad Meftahelkhair : Yaouled (2) - Yacine Oulamine : Émile (21 ans) - Jacques Dacqmine : Pélissier - Yann Babilée : Ludovic Charmasson - Denis Sebbah : Benjamin Bensoussan - Abdelkader Lofti : Moshe Ben Soussan - Philippe Faure : Paulin Talabot - Christian Neupont : chef d'état-major - Smaïl Mekki : Moktar | - Ichrak Berraoui : Djamila - Hicham Bahloul : Abdallah Hamou - Abdelatif Chegra : premier solliciteur, Hadj - Mohamed Taleb : deuxième solliciteur, Hadj - Mohamed Habib El Hamdam : homme choléra - Hadouchi : tirailleur - Jaafar Abir : caporal Alger - Mohamed El Moutamassik : père famille - Christian Coudeville : commissaire PPL, gouvernement - Quentien Ogier : journaliste | - Non crédité : l'empereur Napoléon III - Non créditée : l'impératrice Eugénie - Non crédité : le prince impérial Louis Napoléon Bonaparte - Non crédité : David Bensoussan - Non crédité : Daniel Bensoussan |

### Fiche technique
- Réalisateur : François Luciani
- Directeur photo : Jonny Semeco
- Scénario, adaptation et dialogues : Henri de Turenne et Robert Soulé (d'après le roman éponyme publié en 2000)
- Production : Christian Charret et Jacques Salles, Arte, Gaumont Télévision GTV, France 2
- Musique originale, composition et direction : Jean-Marie Senia (éditions Pema Music)

## Versions

### Le roman (2000)
Le roman L'Algérie des chimères d'Henri de Turenne et Robert Soulé est édité en un volume de 350 pages par JC Lattès et Arte Éditions, le 15 novembre 2000.
Le résumé de la quatrième de couverture est paru comme ci-après :
« 1837. Aux premières années de la Conquête, deux lieutenants français, compagnons inséparables, rejoignent leur poste à Oran. Odilon, orphelin d'un colonel de la Grande Armée, est médecin. Hélie, fils non désiré d'un planteur des Antilles et d'une esclave noire, est interprète. Tous deux, adeptes du saint-simonisme, nouvelle religion du Progrès, rêvent de créer en Afrique un Royaume arabe, mariage mythique de l'Orient et de l'Occident. Pleins d'illusions, ils découvrent en même temps les horreurs d'une guerre sans merci qui durera dix-sept ans, le choléra, les razzias… Mais aussi des chefs prestigieux comme Bugeaud, Lamoricière, ou le cruel et charismatique Abd el-Kader. Partageant le même amour pour l'Algérie, enivrés par les parfums de l'Orient et la sensualité des femmes exceptionnelles dont ils s'éprendront, les deux hommes deviendront pourtant de farouches ennemis. Hélie, converti à l'islam, tâchera de convaincre Napoléon d'accorder aux indigènes leur autonomie et de se proclamer « roi des Arabes », tandis qu'Odilon, devenu colon, prendra la tête du mouvement républicain en faveur de l'Algérie française. C'est cet épisode mal connu d'une utopie avortée que ressuscitent avec un souffle épique Henri de Turenne et Robert Soulé. »

### Télédiffusion (2000)
La série a été coproduite par GTV-Gétévé, Arte France et France 2 et télédiffusée sur la chaîne Arte les 15, 16 et 17 novembre 2001.

### Vidéos (2001)
Coffret 3 VHS
Le 30 octobre 2001, Warner Vision France a édité un coffret de 270 minutes comportant trois cassettes VHS PAL, à raison d'un épisode par cassette.
Coffret 2 DVD
Le 30 octobre 2001, Warner Vision France, Arte vidéo, GTV-Gétévé ont coédité un coffret double DVD-9 PAL de 290 minutes. Le premier disque comporte les deux premiers épisodes, tandis que le second inclut le dernier épisode et des bonus.
Les contenus bonus sont un entretien de 10 minutes avec le réalisateur de la série, François Luciani, ainsi qu'un épisode, de 10 minutes, de l'émission Le Dessous des cartes animée par Jean-Christophe Victor, diffusé sur Arte pour la première fois en 1996 et ayant pour thème la colonisation française en Algérie. 
Le résumé de la jaquette est paru comme ci-après :
« Aux premières années de la conquête de l'Algérie, en 1837, deux lieutenants français, Odilon Hubert et Hélie Toussaint, rejoignent leur poste à Oran. L'un est médecin, l'autre est interprète. De 1837 à la proclamation de l'Algérie Française par la IIIe République naissante, les destinées de ces deux hommes reflètent les passions et les conflits opposant Arabes, militaires français et premiers colons et les relations troubles entre Alger et la métropole. »

### Diffusion à l'étranger
La série a été simultanément diffusée en Allemagne, via la chaîne bilingue Arte, sous le titre de Rivalen unterm Halbmond dont la traduction littérale de l'allemand est « Rivaux sous le Croissant ».
L'Algérie des Chimères a par la suite été télédiffusée en Hongrie, le 26 septembre 2007.

## Récompenses
- Prix de la meilleure fiction historique (Festival international du film historique de Rueil)[6]
- Hors compétition FIPA
- Festival International de Saint-Tropez
- Rencontres Internationales de Télévision de Reims